# Centre històric de Bucarest
El centre històric de Bucarest representa una zona central de la capital, amb una superfície aproximada de 0,50 km², situada a l'extrem occidental del sector 3.

## Delimitació
El centre històric està delimitat de la següent manera:
- al nord:

- Bulevard Regina Elisabeta: des de la intersecció amb Calea Victoriei fins a la intersecció amb el bulevard Nicolae Bălcescu (plaça de la Universitat);
- Bulevard Carol I: des de la intersecció amb el bulevard Nicolae Bălcescu (plaça de la Universitat) fins a la intersecció amb el bulevard Hristo Botev (plaça CA Rosetti).
- a l'est:

- Bulevard Hristo Botev: des de la intersecció amb el bulevard Carol I (plaça CA Rosetti) fins a la intersecció amb el bulevard Corneliu Coposu.
- al sud:

- Bulevard Corneliu Coposu: des de la intersecció amb el carrer Hristo Botev fins a la intersecció amb el bulevard Ion C. Brătianu (plaça Unirii);
- carrer Halelor: des de la intersecció amb el bulevard Ion C. Brătianu (plaça Unirii) fins a la intersecció amb el carrer Șelari;
- Splaiul Independenței: des de la intersecció amb el carrer Șelari fins a la intersecció amb Calea Victoriei (plaça de les Nacions Unides).
- a l'oest:

- Calea Victoriei - des de la intersecció amb Splaiul Independenței (plaça de les Nacions Unides) fins a la intersecció amb el bulevard Regina Elisabeta.
El conjunt del centre històric està registrat a la Llista de monuments històrics 2010 - Bucarest - al núm. crt. 187, cod LMI B-II-sA-17909.
El centre històric forma part del barri del Centre Cívic. Aquí hi ha el Cort Vell, l'Hanul lui Manuc, les esglésies de Stavropoleos i Sant Anton, així com molts altres edificis antics declarats monuments històrics.
Al centre històric, a la plaça de l'Església Sfântul Gheorghe-Nou, es troba el quilòmetre zero (oficial) de Romania. A més de l'espai verd que ofereix el parc de Sant Jordi creat al voltant de l'església "St. Gheorghe Nou” és també el parc Colțea on es troba la font del violí trencat. L'Ajuntament de Bucarest té un projecte en curs per restaurar la zona històrica al centre de la capital.

## Carrers al centre històric
El bulevard Ion C. Brătianu creua el centre històric de nord a sud, dividint aquesta zona en dues parts aproximadament iguals. També en aquest perímetre es troba la part inicial de Căii Moșilor. A més dels 48 carrers, entre els quals es troben els carrers Lipscani, Șelari, Covaci, Doamnei, Stavropoleos, French, Șepcari, al centre històric també hi ha tres entrades, tres passatges i cinc places.

## Galeria d'imatges

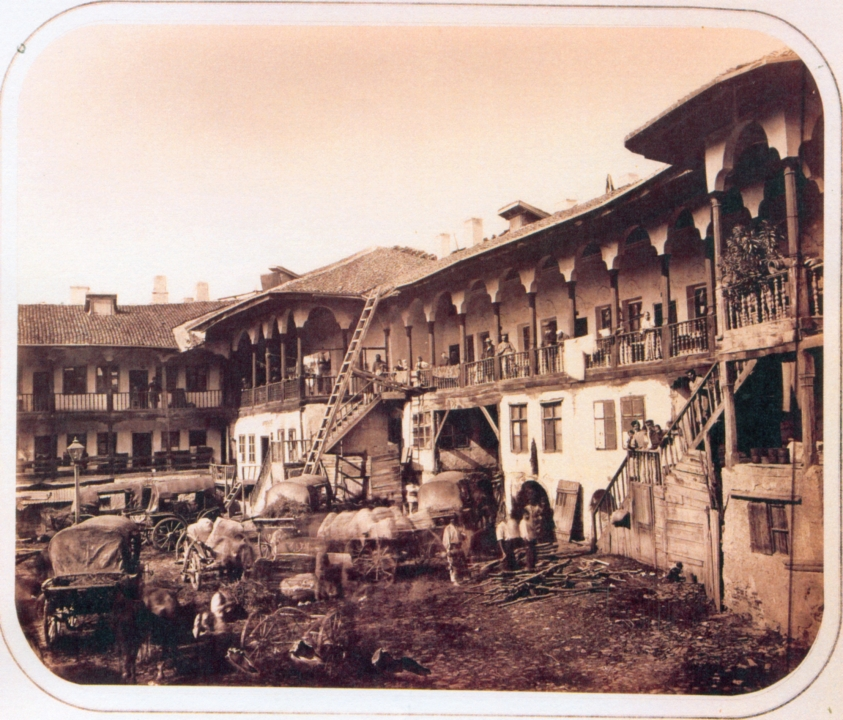
Carol Popp de Szathmary - Hanul Lui Manuc
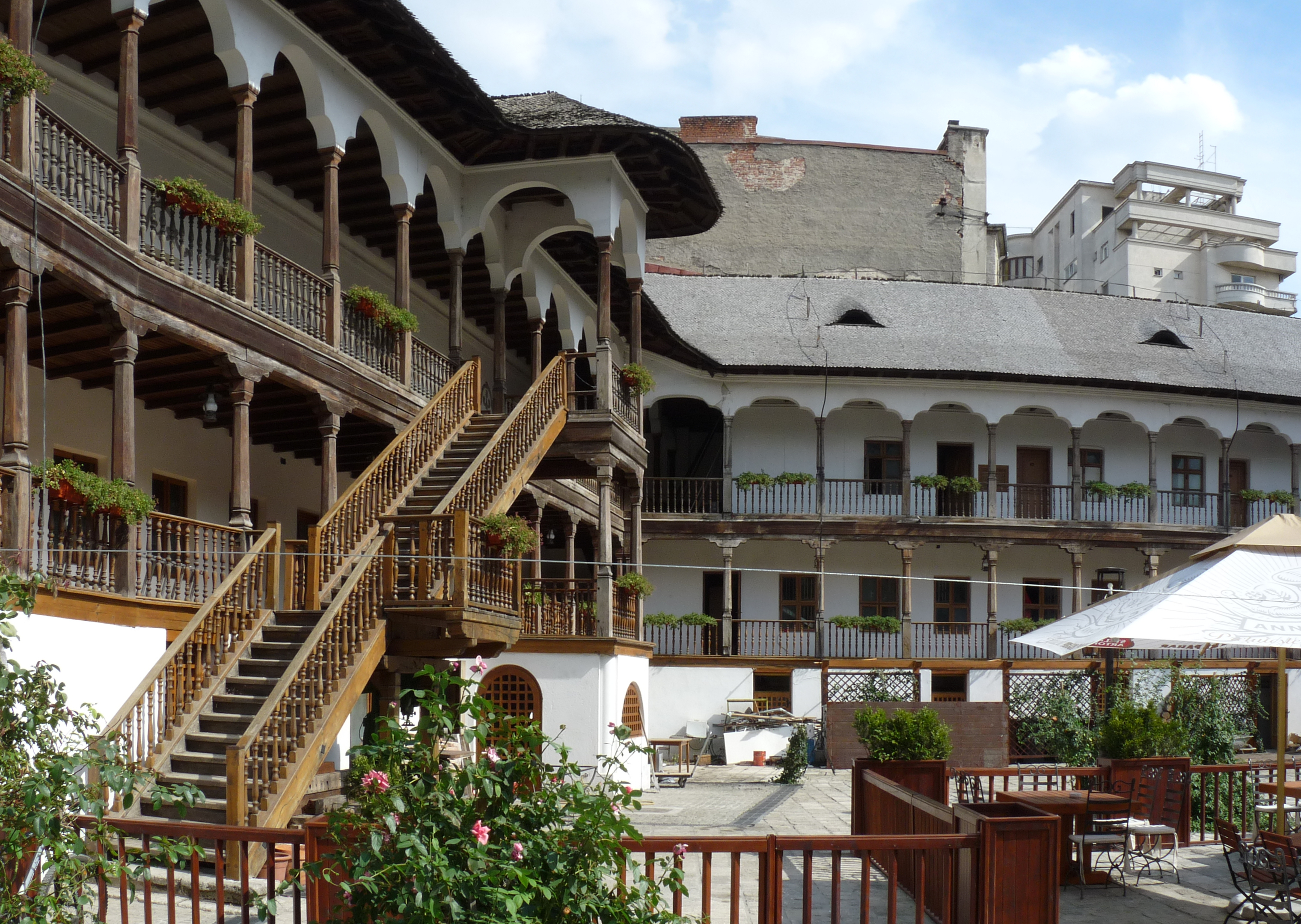
Hanul lui Manuc - Pati interior
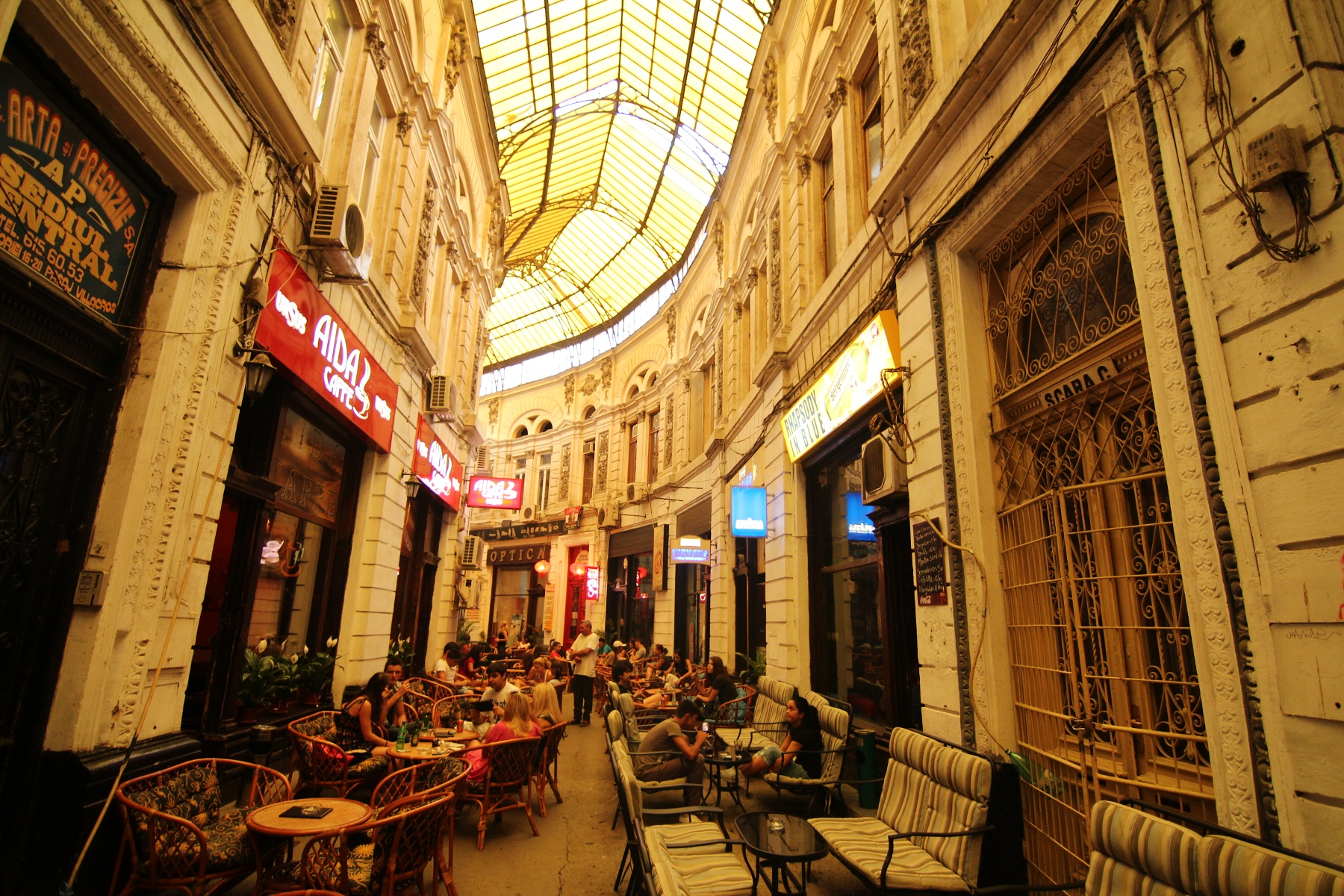
Macca - Passatge de Villacrosse
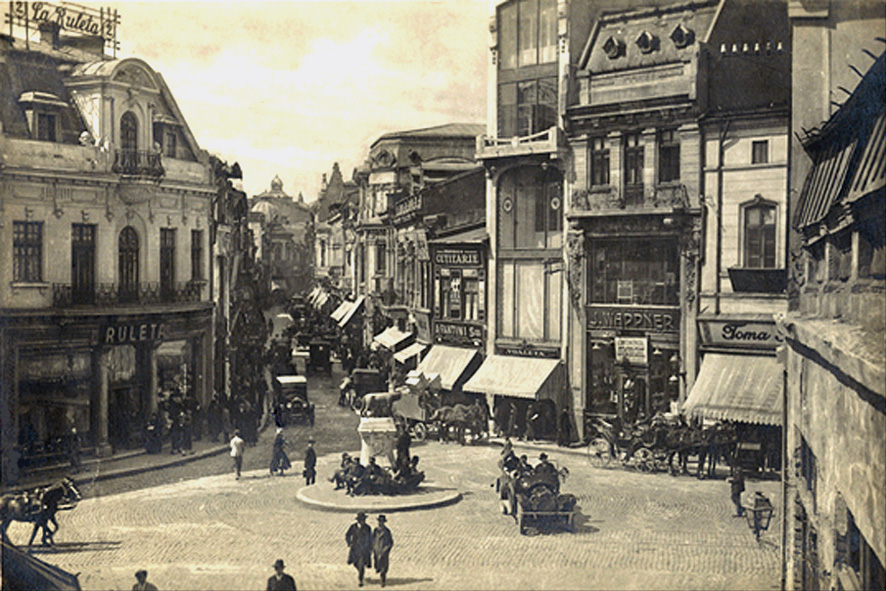
Intersecció de Lipscani amb la plaça de Roma (principis del segle XX)
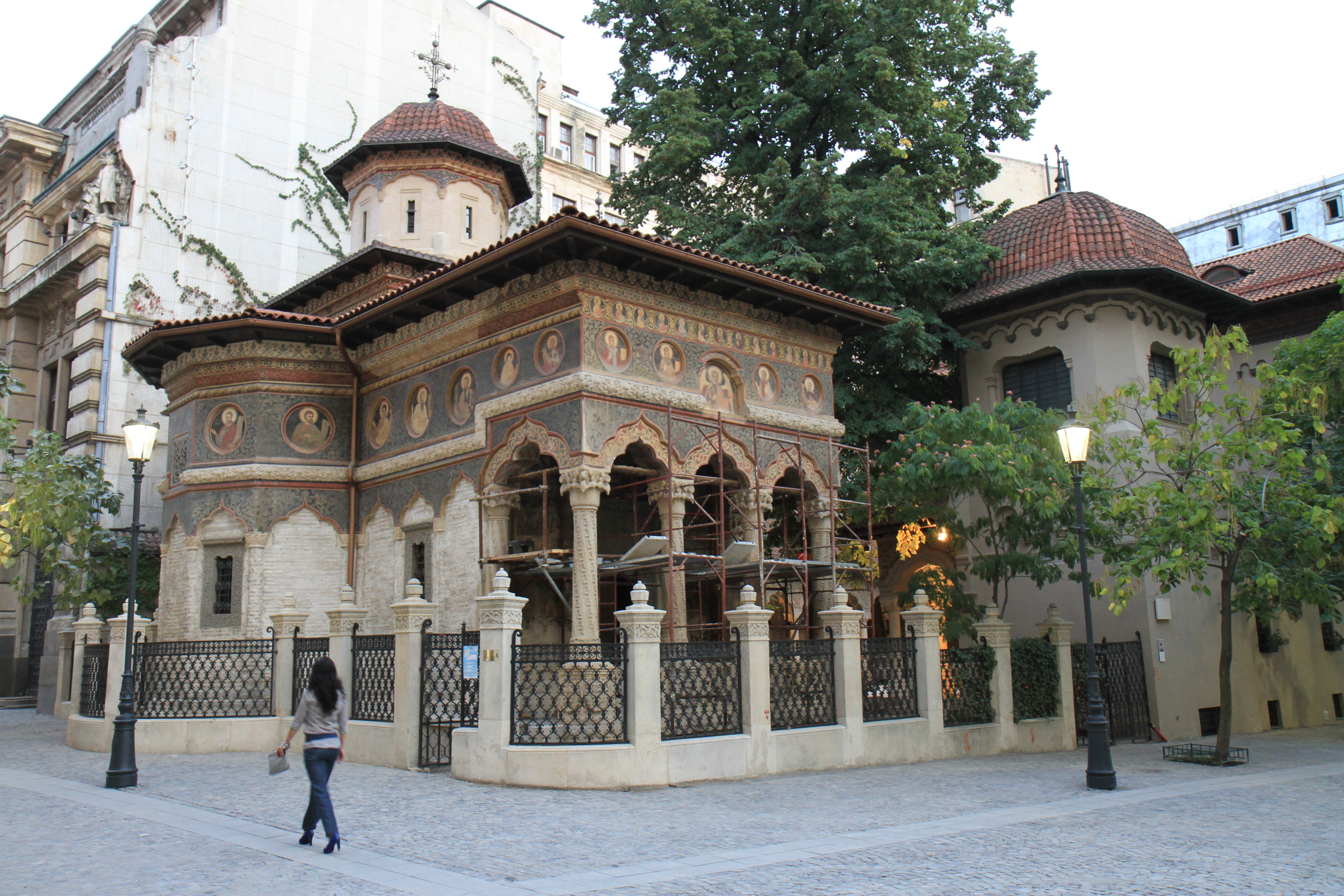
Església Stavropoleos
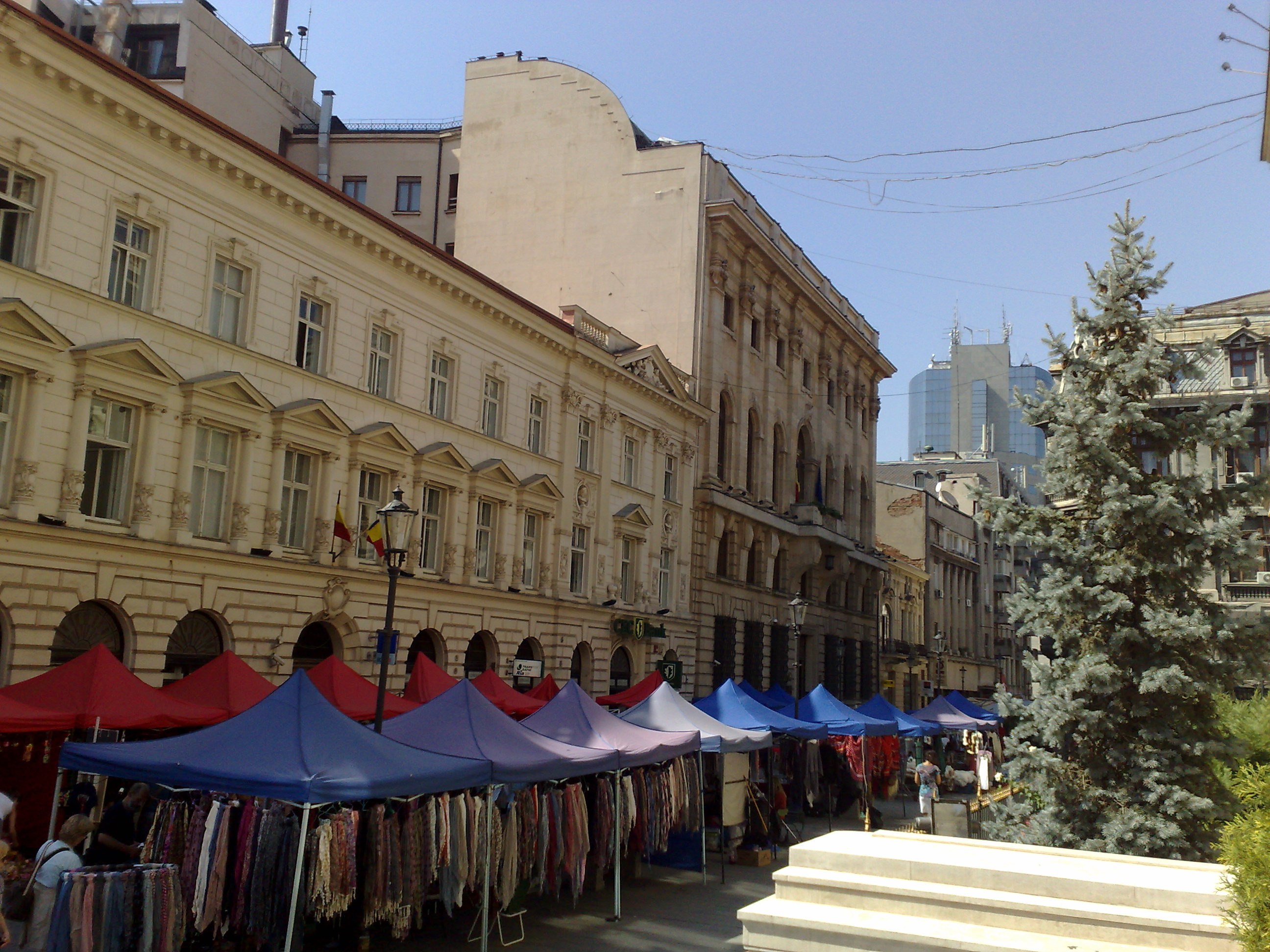
Vista des del Lipscani